# Dactylispa chiayiana
Dactylispa chiayiana es una especie de insecto coleóptero de la familia Chrysomelidae.
Fue descrita científicamente en 1978 por Kimoto.